# Mary Margaret Kaye
Mary Margaret Kaye (ur. 21 sierpnia 1908, zm. 29 stycznia 2004) – pisarka brytyjska.
Wychowywała się w Indiach, dopiero jako 10-latka została wysłana do Anglii, pozostała jednak wierna wielkiej miłości do kraju dzieciństwa. Jako żona brytyjskiego oficera wiele podróżowała i często zmieniała miejsce zamieszkania, pisząc w tym okresie powieści detektywistyczne.
Po przejściu męża w stan spoczynku zajęła się pisaniem swojego najsłynniejszego dzieła, powieści umiejscowionej w Indiach - Dalekie pawilony (1978). Książka doczekała się także ekranizacji w kinie i telewizji.
Po śmierci męża (1985) wydała także kilka utworów autobiograficznych: The Sun In The Morning (1990), Golden Afternoon (1997), oraz Enchanted Evening (1999).